# 지유가오카

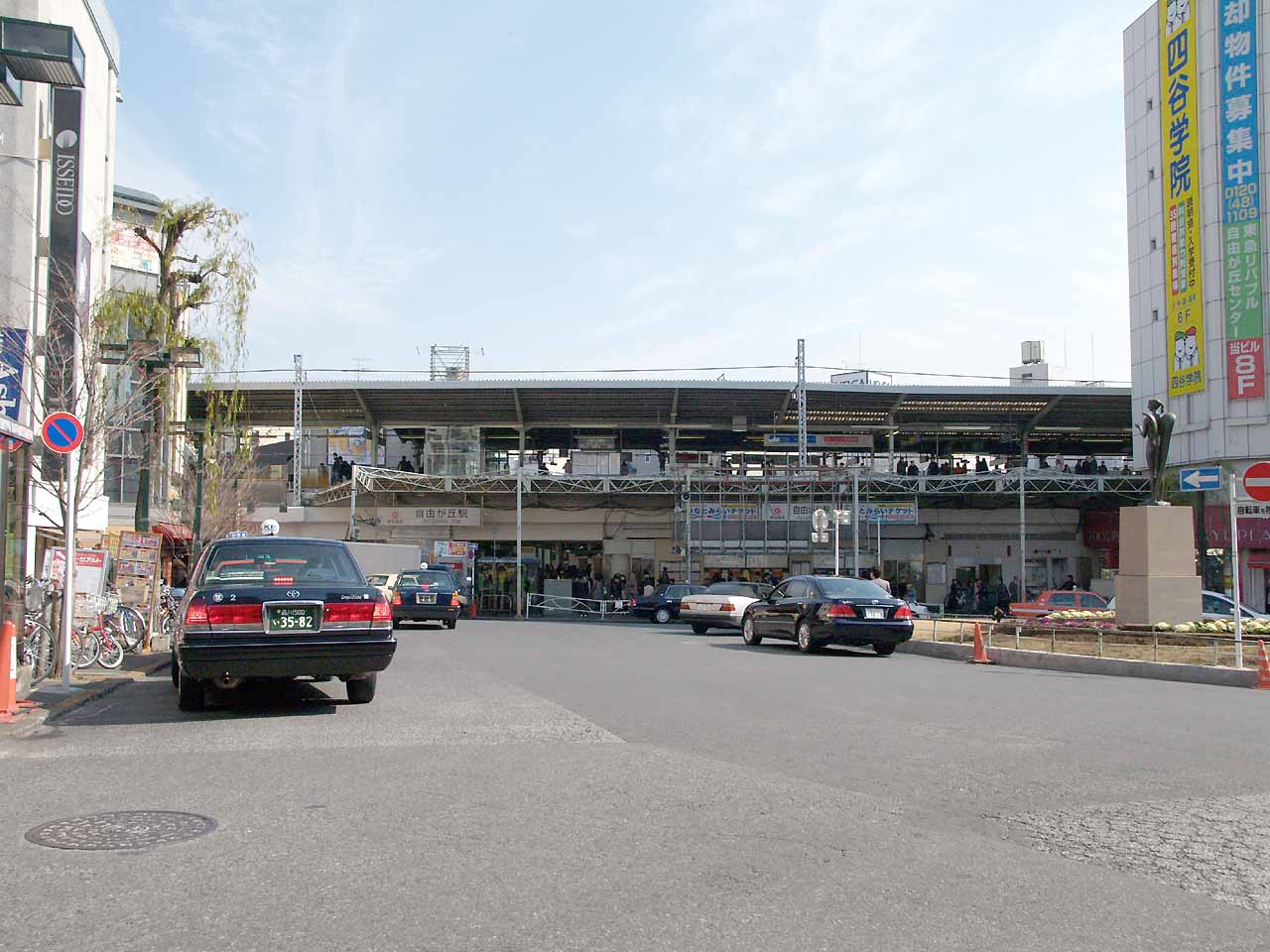
지유가오카 역 입구

지유가오카(일본어: 自由が丘)는 일본 도쿄도 메구로구의 지명이다. 자유의 언덕이라는 뜻으로, 고급 주택가가 널려있고, 상점이 많이 있다.

## 지명의 유래
지유가오카가 있는 메구로 구가 설정되기 전에는 에바라 군(荏原郡) 히부스마마치(碑衾町)의 야바타나카(谷畑中)라는 명칭의 농촌이었다. 1927년 8월, 도쿄 요코하마 전철이 도요코 선을 건설하며, 이 지역에 구혼부쓰마에(九品佛前) 역을 개설하였고, 역 부근의 지역에 같은해 11월 14일 지유가오카 학원(自由ヶ丘学園)이 설립되었다.
1929년 11월, 메구로가마타 전철의 후타코타마가와 선(지금의 도쿄 급행 전철 오이마치 선)에 구혼부쓰 역이 구힌부쓰죠진지 문 앞에 생기며, 도쿄 요코하마 전철은 기존의 구혼부쓰마에 역을 지유가오카 역(自由ヶ丘駅)으로 개명하였다. 이는 인근의 지유가오카 학원의 이름에서 비롯된 것이다, 역 이름이 지유가오카로 바뀐 뒤 , 인근 지역 주민들이 자신의 주거지를 '지유가오카 역 앞 ○번지' 같은 식으로 표기하게 되면서 지유가오카라는 명칭은 점차 지명으로 정착되었고, 1932년 6월 히부스마마치 근처 지역을 통폐합하여 '지유가오카'가 신설되고, 같은 해 10월 1일 도쿄시 확장에 따라 메구로 구가 신설되며
행정구역명이 메구로 구 지유가오카(自由ヶ丘)로 확정되었다.1965년의 지역 주거 표시 시설에는 지유가오카의 표기를 自由が丘 로 변경, 역 명도 이에 맞춰 '自由が丘' 역이 되었다.